# Ѿ
Ѿ (minuskule ѿ) je již běžně nepoužívané písmeno cyrilice. Vyvinulo se z písmen Ѡ a Т jako ligatura pro předložku отъ (od) a předponu от- (od-)
V hlaholici odpovídající písmeno neexistuje.